# Йозеф Шумпетер
 Йозеф Алоиз Шумпетер  (на немски: Joseph Alois Schumpeter) е австрийски икономист и политолог, представител на Еволюционната икономическа школа.

## Биография
Шумпетер е роден на 8 февруари 1883 година в Трещ, Моравия (по това време на територията на Австро-Унгария), сега Трещ в Чехия. Завършва Виенския университет под ръководството на един от основоположниците на Австрийската икономическа школа Ойген фон Бьом-Баверк. От 1919 до 1920 година е министър на финансите на Австрия. По-късно е професор в Бонския университет (1925 – 1932) и Харвардския университет в Кеймбридж (САЩ).
Йозеф Шумпетер умира на 8 януари 1950 година в Таконик, САЩ.

## Идеи
В своята книга „Капитализъм, социализъм и демокрация“ от 1942 г. създава теорията за „съзидателното разрушение“ (creative destruction).

## Посмъртно признание
В негова чест през 1986 г. е основано „Международно общество Йозеф А. Шумпетер“ (International Joseph A. Schumpeter Society (ISS)). През 2004 в родния му град Трещ е открит музей на Шумпетер (Rodný dům J. A. Schumpetera).

## Публикации
- „История на икономическия анализ“, 1954, издадена е след смъртта на автора под редакцията на съпругата му Елизабет Шумпетер, (History of Economic Analysis)
- „Капитализъм, социализъм и демокрация“, 1942, (Capitalism, Socialism and Democracy)
- „Über die matematische Methode der theoretischen Ökonomie“, 1906, ZfVSV.
- „Das Rentenprinzip in der Verteilungslehre“, 1907, Schmollers Jahrbuch
- Wesen und Hauptinhalt der theoretischen Nationalökonomie (transl. The Nature and Essence of Theoretical Economics), 1908.
- „On the Concept of Social Value“, 1909, QJE
- Wie studiert man Sozialwissenschaft, 1910 (transl. by J.Z. Muller, „How to Study Social Science“, Society, 2003)
- „Marie Esprit Leon Walras“, 1910, ZfVSV.
- „Über das Wesen der Wirtschaftskrisen“, 1910, ZfVSV
- Theorie der wirtschaftlichen Entwicklung (transl. The Theory of Economic Development: An inquiry into profits, capital, credit, interest and the business cycle), 1911.
- Economic Doctrine and Method: An historical sketch, 1914.
- „Das wissenschaftliche Lebenswerk Eugen von Böhm-Bawerks“, 1914, ZfVSV.
- Vergangenkeit und Zukunft der Sozialwissenschaft, 1915.
- The Crisis of the Tax State, 1918.
- „The Sociology of Imperialism“, 1919, Archiv für Sozialwissenschaft und Sozialpolitik
- „Max Weber's Work“, 1920, Der österreichische Volkswirt
- „Карл Менгер“, 1921, ZfVS, (Carl Menger).
- „The Explanation of the Business Cycle“, 1927, Economica
- „Social Classes in an Ethnically Homogeneous Environment“, 1927, Archiv für Sozialwissenschaft und Sozialpolitik.
- „The Instability of Capitalism“, 1928, EJ
- Das deutsche Finanzproblem, 1928.
- „Mitchell's Business Cycles“, 1930, QJE
- „The Present World Depression: A tentative diagnosis“, 1931, AER.
- „The Common Sense of Econometrics“, 1933, Econometrica
- „Depressions: Can we learn from past experience?“, 1934, in Economics of the Recovery Program
- „The Nature and Necessity of a Price System“, 1934, Economic Reconstruction.
- „Review of Robinson's Economics of Imperfect Competition„, 1934, JPE
- „The Analysis of Economic Change“, 1935, REStat.
- „Professor Taussig on Wages and Capital“, 1936, Explorations in Economics.
- „Review of Keynes's General Theory„, 1936, JASA
- Business Cycles: A theoretical, historical and statistical analysis of the Capitalist process, 1939.
- „The Influence of Protective Tariffs on the Industrial Development of the United States“, 1940, Proceedings of AAPS
- „Alfred Marshall's Principles: A semi-centennial appraisal“, 1941, AER.
- „Frank William Taussig“, 1941, QJE.
- „Capitalism in the Postwar World“, 1943, Postwar Economic Problems.
- „Джон Мейнард Кейнс“, 1946, AER, (John Maynard Keynes).
- „The Future of Private Enterprise in the Face of Modern Socialistic Tendencies“, 1946, Comment sauvegarder l'entreprise privée
- Rudimentary Mathematics for Economists and Statisticians, with W.L.Crum, 1946.
- „Capitalism“, 1946, Encyclopaedia Britannica.
- „The Decade of the Twenties“, 1946, AER
- „The Creative Response in Economic History“, 1947, JEH
- „Theoretical Problems of Economic Growth“, 1947, JEH
- „Irving Fisher's Econometrics“, 1948, Econometrica.
- „There is Still Time to Stop Inflation“, 1948, Nation's Business.
- „Science and Ideology“, 1949, AER.
- „Вилфредо Парето“, 1949, QJE, (Vilfredo Pareto).
- „Economic Theory and Entrepreneurial History“, 1949, Change and the Entrepreneur
- „The Communist Manifesto in Sociology and Economics“, 1949, JPE
- „English Economists and the State-Managed Economy“, 1949, JPE
- „The Historical Approach to the Analysis of Business Cycles“, 1949, NBER Conference on Business Cycle Research.
- „Wesley Clair Mitchell“, 1950, QJE.
- „March into Socialism“, 1950, AER.
- Ten Great Economists: From Marx to Keynes, 1951.
- Imperialism and Social Classes, 1951 (reprints of 1919, 1927)
- Essays on Economic Topics, 1951.
- „Review of the Troops“, 1951, QJE.
- „American Institutions and Economic Progress“, 1983, Zeitschrift fur die gesamte Staatswissenschaft
- „The Meaning of Rationality in the Social Sciences“, 1984, Zeitschrift fur die gesamte Staatswissenschaft
- „Money and Currency“, 1991, Social Research.
- Economics and Sociology of Capitalism, 1991.